# 薄翅猪毛菜
薄翅猪毛菜（学名：Salsola pellucida）是苋科猪毛菜属的植物。其种加词“pellucida”意为“透明的”。分布于中亚地区、高加索地区以及中国大陆的青海、新疆、甘肃、内蒙古、宁夏等地，生长于海拔2,300米至3,200米的地区，一般生长在戈壁滩、山沟以及河滩，目前尚未由人工引种栽培。
现接受名为薄翅猪毛菜（Kali pellucidum (Litv.) Brullo, Giusso & Hrusa, 2015)。